# 服部一忠

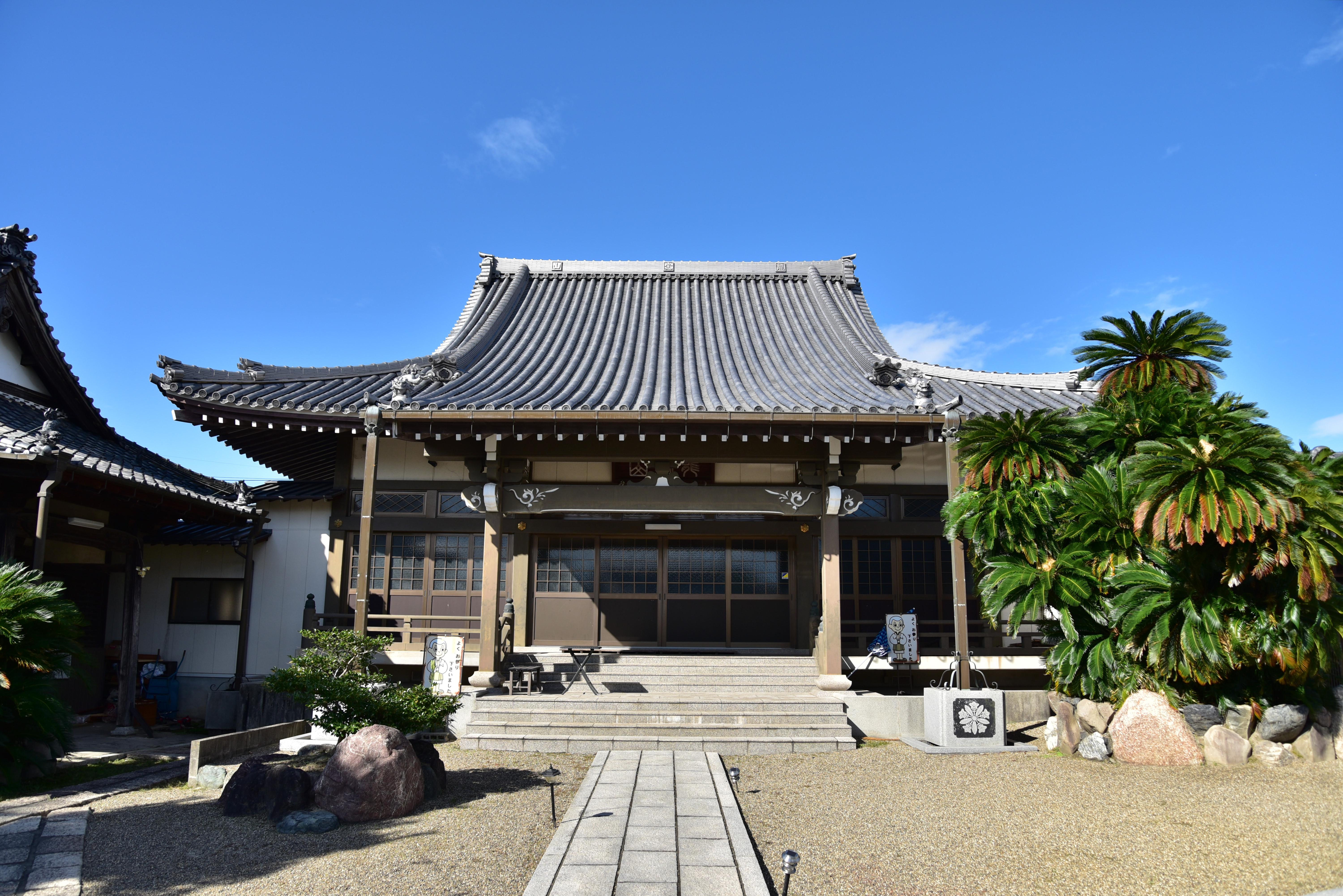
服部一忠の菩提寺である雲居寺（愛知県津島市）

服部 一忠（はっとり かずただ）は、戦国時代から安土桃山時代にかけての武将。通称は小平太。名は春安、忠次とも。

## 生涯
尾張国津島の出身。はじめ織田信長に馬廻として仕え、永禄3年（1560年）の桶狭間の戦いにおいて今川義元に一番槍をつける戦功をあげた。しかし、義元の反撃を受け槍の穂先ともども膝を斬られたので、首級を挙げたのは助太刀に入った毛利良勝であった。桶狭間の戦い以降は織田氏の配下として目立った活躍は知られていない。
天正10年（1582年）の本能寺の変では弟の小藤太が二条御所で戦死している。信長の死後は、再び馬廻として豊臣秀吉に仕えて黄母衣衆の一員となる。天正13年（1585年）、従五位下采女正の官位に叙せられた。また、小田原征伐の戦功により、天正19年（1591年）に松阪城主に抜擢されて伊勢国一志郡に3万5000石を与えられ、同時に当時、尾張・北伊勢を支配した羽柴秀次に付けられた。文禄元年（1592年）、文禄の役において漢城に進軍。
文禄4年（1595年）7月、豊臣秀次失脚に連座して所領を没収され、上杉景勝に預けられた後に切腹を命じられた。次男の勝長は、一忠と同じく秀次失脚のため自害した木村重茲の家臣・大崎長行の養子となり、紀州徳川家に仕えた。

## 関連作品
小説
- 中村彰彦『桶狭間の勇士』（2003年6月25日、文藝春秋）ISBN 978-4163219400
- 中村彰彦『桶狭間の勇士(文春文庫)』（2006年6月9日、文藝春秋）ISBN 978-4167567101